# Depresori
Depresori središnjeg živčanog sustava su tvari koje smanjuju aktivnost središnjeg živčanog sustava te smanjuju pobuđenost. 

Imaju suprotno djelovanje u odnosu na stimulanse.
Mogu se koristiti kao lijek, a nerijetko i u rekreativne svrhe. Pojedine droge (npr. heroin) pripadaju skupini depresora.

## Podjela[1]

### Opijatski tip
- Alkaloidi opijuma: morfin, kodein
- Heroin
- Fentanil
- Oksikodon

### Barbituratno-alkoholni tip
- Barbiturati
- Alkohol

### Benzodiazepinski tip
- Benzodiazepini
- Z-lijekovi

## Predoziranje
Predoziranje depresorom središnjeg živčanog sustava ili kombinacija više depresora može dovesti do depresije disanja te završiti smrtnim ishodom.

Respiratorna depresija je najčešći uzrok smrti predoziranja heroinom.
Trovanje pojedinim depresorima se može liječiti specifičnim antidotima (protuotrovima) - npr. flumazenil za trovanje benzodiazepinima, nalokson za trovanje opioidima i dr.

## Poveznice
- Psihofarmaci